# Der Herr der Ringe (Spiel)
Der Herr der Ringe ist ein Brettspiel von Reiner Knizia, das erstmals 2000 im Kosmos-Verlag erschien. In der Spielumsetzung nach dem gleichnamigen Roman von J. R. R. Tolkien nehmen die Spieler die Rolle eines Hobbits ein, um den Weg vom Auenland bis zum Schicksalsberg zu bestreiten und dort den einen Ring zu zerstören. Gespielt werden kann mit zwei bis fünf Spielern ab zehn Jahren, als Spieldauer gibt der Hersteller 60 bis 90 Minuten an. Im Vergleich mit anderen Autorenspielen nimmt Der Herr der Ringe durch sein kooperatives Spielprinzip eine Sonderrolle ein. Während bei Gesellschaftsspielen normalerweise am Spielende ein einzelner Spieler als Sieger feststeht, kann das Spiel in der Umsetzung von Knizia nur von allen Spielern gemeinschaftlich gewonnen oder verloren werden.
Insgesamt konnte das Spiel an Auszeichnungen eine Finalplatzierung des Gamers Choice Award sowie den Sonderpreis „Literatur im Spiel“ der Jury des Spiel des Jahres für sich erringen. Das Spiel wurde in 18 Sprachen veröffentlicht und bis 2006 international mehr als eine Million Mal verkauft. Seit der Erstverlegung sind drei Erweiterungen erschienen, wobei das dritte Erweiterungspaket nicht mehr bei Kosmos, sondern im Heidelberger Spieleverlag erschienen ist.
Zur Nürnberger Spielwarenmesse 2011 veröffentlichte Kosmos eine Neuauflage des Spiels mit neuem Design, überarbeitetem Layout der Spielregel und geringfügigen Regeländerungen. Es handelt sich dabei um die deutsche Version der bereits Ende des Vorjahres beim amerikanischen Spieleverlag Fantasy Flight Games erschienenen Neuausgabe. Dort fällt das Spiel in die Kategorie der Silver Line Games, Spiele mit einfachen Regeln und maximal einer Stunde Spieldauer.

## Hintergrundgeschichte
Das Spiel versetzt die Spieler in die Rolle von bis zu fünf Hobbits, welche die Abenteuer von Frodo und seinen Gefährten aus dem dreiteiligen Roman von Tolkien nacherleben. Dabei belegen die Spieler neben Frodo selbst die Rollen von Sam, Merry, Pippin und Dick. Insgesamt orientiert sich das Spiel dabei eng an der Romanvorlage. Lediglich die Rolle von Dick wurde ausgebaut, um ein Spiel zu fünft möglich zu machen. Die Hobbits starten mit dem Ring gemeinsam im Auenland in Beutelsend, von wo aus sie über die Stationen Bruchtal, Moria, Lothlórien, Helms Klamm und Kankras Lauer nach Mordor reisen. Dabei werden in Form von Sonderkarten viele Gegenstände und Charaktere des Romans aufgegriffen.
Da das Spiel vor der erfolgreichen Verfilmung aus den Jahren 2001 bis 2003 erschien und somit nicht den vielen im Zuge dessen erschienenen Merchandising-Artikeln zuzurechnen ist, finden Inhalte Verwendung, welche im Film nicht erwähnt wurden.

## Spielablauf
Das Spiel verläuft in sieben Phasen, welche den Stationen der auf dem Hauptspielplan gezeichneten Route vom Auenland bis Mordor entsprechen. Die ersten beiden Stationen Beutelsend und Bruchtal sowie die vierte Station Lothlórien stellen für die Spieler angenehme Reiseabschnitte dar und geben Möglichkeit, sich auszurüsten. Hierzu ist auf dem Hauptspielplan vermerkt, in welcher Anzahl Hobbitkarten – im späteren Spielverlauf die Grundlage für jeden Spielzug – und weitere Sonderkarten verteilt werden. Die übrigen Stationen Moria, Helms Klamm, Kankras Lauer und Mordor bilden den eigentlichen Spielinhalt.
Für jede dieser Stationen existiert ein eigener Spielplan, welcher im entsprechenden Reiseabschnitt unterhalb des Hauptspielplans angelegt wird. Jeder dieser vier Abenteuerspielpläne verzeichnet drei oder vier einzelne bis zu zehn Felder lange Wege, welche einzelne Handlungsstränge symbolisieren. Jeder Handlungsstrang ist mit einem Symbol gekennzeichnet, welches die Art des Abenteuers angibt: Kampf (Waffen), Versteck (Baum), Reise (Füße) oder Freundschaft (sich reichende Hände). Sobald eine neue Station erreicht wird, also ein neuer Abenteuerspielplan aufgedeckt wird, wird das erste Feld jeden Weges mit einem neutralen weißen Positionsstein markiert. Grundsätzlich kann im Laufe des Spiels jeder Spieler auf jeder Leiste Erfolge erzielen und vorrücken, die einzelnen Leisten sind nicht an einzelne Spieler gebunden.
Die Spielerfiguren der Hobbits werden auf dem Hauptspielplan platziert. Auf einer gesonderten Leiste, welche unterhalb des Weges von Beutelsend nach Mordor verläuft, stehen sie dort Sauron gegenüber. Zu Spielbeginn wird Sauron auf die Seite Mordors gestellt, die Hobbits stehen 15 Felder entfernt im Auenland. Durch verschiedene Ereignisse im Spiel kann es entweder einem Spieler passieren, näher an Sauron rücken zu müssen und somit seine Hobbitfigur ein Feld Sauron entgegenzubewegen. Umgekehrt kann es vorkommen, dass Sauron sich mit seiner Figur den Hobbits um ein Feld nähert. Sobald ein Hobbit das Feld Saurons erreicht oder umgekehrt, scheidet der Spieler aus. Hat Sauron den Spieler, der aktuell Ringträger ist, erreicht, ist das Spiel verloren.

### Ein Spielzug
Ein Spielzug eines Spielers besteht aus zwei Phasen. Zunächst muss der Spieler von einem Stapel Ereigniskärtchen das oberste aufdecken. Dieses zeigt entweder eines der vier positiven Symbole für Freundschaft, Reise, Versteck und Kampf oder eine bestimmte Handlung von Sauron. Letztere können beispielsweise das Vorrücken Saurons in Richtung der Hobbits bedeuten oder den Wurf mit einem für die Spieler weitere negative Folgen zeigenden Würfel erzwingen. Auch können die Ereigniskärtchen eine Sonnenuhr zeigen, welche das nächste Ereignis einläutet. Dazu sind auf jedem Abenteuerspielplan der Reihe nach verschiedene Ereignisse aufgezeichnet, welche nach und nach auftreten und zumeist für die Spieler negative Folgen haben. Der aktive Spieler deckt so lange Ereigniskärtchen auf und führt die entsprechenden Ereignisse aus, bis eines der vier positiven Symbole auftritt. Anschließend zieht er auf der zum entsprechenden Symbol gehörigen Handlungsstrangleiste auf dem Abenteuerspielplan um ein Feld nach vorne. Anschließend darf der Spieler bis zu zwei Hobbitkarten ausspielen. Diese zeigen ebenso eines der vier positiven Symbole. Entsprechend der gespielten Symbole darf der Spieler auf den entsprechenden Leisten vorrücken. Auf den einzelnen Feldern der Handlungsstrangleisten sind verschiedene Symbole aufgezeichnet: Schilde, Sonnen, Herzen und Ringe. Beim Zug auf oder über ein Feld nimmt sich der ziehende Spieler Plättchen mit entsprechenden Symbolen aus einem allgemeinen Vorrat. Anschließend ist der nächste Spieler an der Reihe.

### Auswertung eines Abenteuerspielplans
Ein Spielabschnitt ist abgeschlossen, wenn auf einem Abenteuerspielplan entweder das letzte Ereignis ausgeführt werden musste oder die Spieler auf einem bestimmten als Haupthandlungsstrang hervorgehobenen Handlungsstrang das letzte Feld erreicht haben. Zum Ende eines Spielabschnittes muss jeder Spieler eine bestimmte Menge an Symbolen (Herz, Sonne, Ring) gesammelt haben. Falls Spielern Symbole fehlen, müssen diese den Differenzbetrag in Saurons Richtung ziehen. Anschließend werden von allen Spielern die Symbole abgegeben. Weiterhin kann es passieren, dass der Ringträger wechselt. Zu Spielbeginn bekommt Frodo den Ring ausgehändigt. Wer am Ende eines Spielabschnitts die meisten Ringsymbole gesammelt hat, wird neuer Ringträger. Durch den Besitz des Rings erhält der Spieler pro Reiseabschnitt einmal die Möglichkeit, einen speziellen Sonderspielzug zu tätigen.

### Spielende
Das Spiel ist gewonnen, wenn die Spieler auf dem letzten Abenteuerspielplan im Haupthandlungsstrang bis zum Schicksalsberg nach Mordor vorgedrungen sind und dort somit den Ring zerstören konnten. Sollten bis dorthin alle Spieler oder zumindest der Ringträger Sauron erlegen sein oder tritt im letzten Abenteuer das letzte Ereignis ein, ist das Spiel für alle Spieler verloren.
Soweit die Spieler dies wünschen, können sie gemäß der Spielregel nach Spielende eine Punktzahl errechnen, anhand welcher sich ihr Abschneiden beurteilen lässt. Dem Spiel liegt ein Ergebnisblatt bei, in welchem die Ausgänge der einzelnen Partien mit entsprechender Punktzahl vermerkt werden können. Um in kommenden Spielen den Schwierigkeitsgrad anzupassen, schlagen die Regeln vor, bei erfahrenen Spielern die Figur des Sauron von Anfang an schon drei bis fünf Felder näher an die Spieler zu rücken.

## Spielmaterial
Die Spielfiguren sind schlicht gehalten. Einfache weiß lackierte Holzkegel zeigen als Positionssteine den Fortschritt auf den Aktionsleisten. Die Lebensplättchen, Schilde und Ereignisskärtchen zeigen entsprechende Symbole ohne weitere Ausschmückungen. In der Erstauflage waren die Hobbitfiguren, die Sauronfigur und der Eine Ring noch ausmodelliert, seit der Neuauflage 2011 sind auch sie aus Pappe.
Im Einzelnen im Spiel enthalten sind:
- Hauptspielplan
- 2 doppelseitige Spielpläne für die 4 Reiseabschnitte Moria, Helms Klamm, Kankras Lauer und Mordor
- Der Eine Ring
- Sauronfigur
- 5 Hobbitfiguren
- 6 Positionssteine
- 5 Charakterkarten
- 60 Hobbitkarten
- 5 Gandalfkarten
- 35 Sonderkarten
- 23 quadratische Ereigniskärtchen
- 11 runde Lebensplättchen
- 32 Schildplättchen
- 1 Würfel
- Ergebnisblatt

## Illustrationen

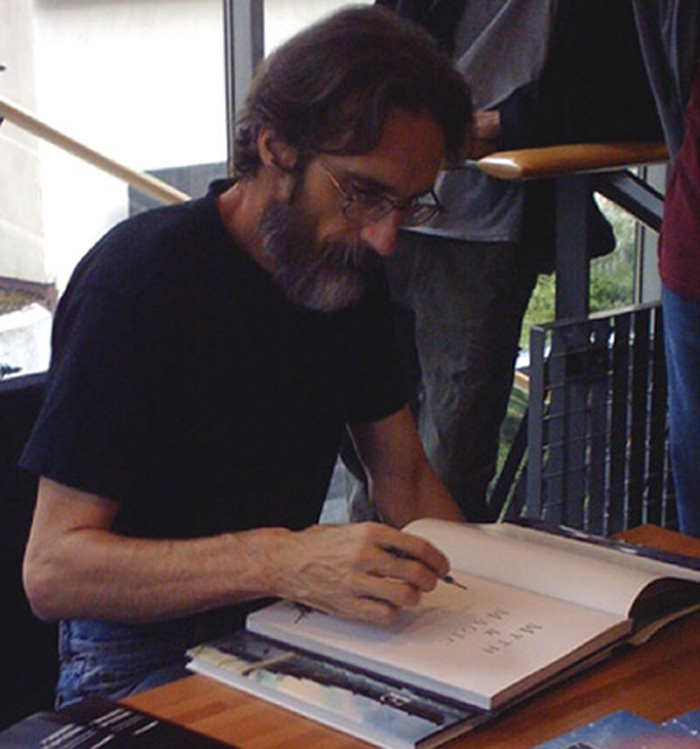
John Howe, 2003

Durch das Erscheinen vor der erfolgreichen Verfilmung aus den Jahren 2001 bis 2003 unterscheidet sich die Brettspielumsetzung von Knizia optisch erheblich von weiteren Spielumsetzungen des Materials, da nicht auf Fotos der Schauspieler und Drehorte zurückgegriffen wurde. Stattdessen wurde sowohl der Spielplan als auch die Hobbit- und Sonderkarten von Hand illustriert. Die Zeichnungen steuerte der Kanadier John Howe bei, welcher sich schon seit den achtziger Jahren in verschiedenen Veröffentlichungen des Romans von Tolkien annahm.
Die Darstellung der einzelnen Charaktere, Gegenstände und Ortschaften ist liebevoll und versucht möglichst detailgetreu die Beschreibungen von Tolkien aufzugreifen, wobei meist eine düstere Stimmung vorherrscht. Über die Illustrationen von Tolkiens Werken schreibt Howe selbst:

„Illustrating the Words of J.R.R.Tolkien means deciding what is best not illustrated, deciding what needs deep shadow or distance or slanting November light.“

„Das Illustrieren von J.R.R.Tolkiens Worten bedeutet zu entscheiden, was am besten überhaupt nicht gezeichnet werden sollte oder wo tiefe Schatten, Abstand oder schräg einfallendes Novemberlicht angebracht sind.“

## Kritik
Das Konzept des kooperativen Spielens war zur Zeit der Veröffentlichung bei Brettspielen für Jugendliche und Erwachsene neu. Bislang wurden solche Ideen beinahe ausschließlich bei Kleinkinderspielen wie Obstgarten oder an Rollenspiele angelehnte Brettspiele wie HeroQuest oder Dungeons and Dragons eingebracht. In der Umsetzung von Knizia erhält das Spiel seinen maßgeblichen Reiz durch die vielen Möglichkeiten, welche dem Spieler während seines Zuges offenstehen. Durch die verschiedenen gleichzeitig abzuarbeitenden Handlungsstränge müssen in jedem Spielzug Kompromisse eingegangen werden, woraus ein starkes Diskussionspotential unter den Spielern entsteht.
In unabhängigen Spielrezensionen wird das Spiel von mäßig bis gut bewertet. Schwerwiegendster Kritikpunkt ist ein gewisser Glücksfaktor, welcher durch das Ziehen der Ereigniskärtchen entsteht. Mitunter können mehrere (oft negative) Ereignisse ausgelöst werden, bevor die Spieler zum Zug kommen. Als weiterer Kritikpunkt kann das Fehlen eines einzelnen Spielgewinners gesehen werden – hier kommt es auf die Vorlieben der Spieler an, ob ein gemeinsames Gewinnen oder Verlieren über viele Partien hinweg seinen Reiz behalten kann. Die Regeln werden trotz ihrer Komplexität überwiegend als logisch und konsequent angesehen, weswegen sie kaum in der Kritik stehen. Lediglich der Einstieg für Neulinge wird als schwierig beschrieben. Für regelsichere Runden wird hingegen die Spielbarkeit für Kinder ab 10 Jahren bestätigt.

## Erweiterungen
Das Grundspiel wurde von Anfang an offen für mögliche Erweiterungen entworfen. Nicht zuletzt durch viele abstrakte Symbole im Spiel lassen sich diese gut nachträglich in den Spielablauf integrieren. So konnten im bisherigen Spiel mehrfach auftretende Symbole wie ein aufrecht stehendes Rechteck als Zeichen, eine Karte abgeben zu müssen oder ein schwarzes Quadrat, als Zeichen würfeln zu müssen, durch neue Funktionen der Erweiterungen ersetzt werden.

### Die Feinde
Die erste erschienene Erweiterung Die Feinde ergänzt das Spiel um zwei weitere Abenteuerspielpläne. Zwischen Beutelsend und Bruchtal bestreiten die Spieler zusätzlich den Weg durch Bree. Zwischen Lothlórien und Helms Klamm wird noch als Zwischenstation Isengart eingefügt. Weiterhin kommen Feindeskarten ins Spiel. Diese zeigen verschiedene Kontrahenten der Romanhelden und geben an, durch welche Opfer sie zu besiegen sind. An jeder Stelle im Spiel, wo nach den Regeln des Grundspiels ein Spieler aufgefordert war, eine Karte abzugeben, wird stattdessen ein Feind aufgedeckt. Insgesamt dürfen während des Spiels bis zu sieben Feinde ausliegen. Sobald die Spieler nicht verhindern können, dass zum Ende eines Spielzuges ein achter Feind ausliegt, verlieren sie das Spiel.
Weiterhin haben die Spieler die Möglichkeit, bestimmte Abenteuerspielpläne auszulassen, wenn sie zum Ende bestimmter Spielabschnitte alle Feinde besiegt haben.
Zum Erscheinen der Erweiterung zu den internationalen Spieletagen in Essen 2001 wurde an die Messebesucher eine weitere Zusatzkarte verteilt, welche im Handel nicht erhältlich ist.

### Sauron
Mit der im Jahr 2002 erschienenen Erweiterung Sauron wird die Grundidee des kooperativen Spiels teilweise verworfen. Einer der Spieler bekommt die Möglichkeit, die Rolle Saurons einzunehmen um gegen die übrigen Spieler anzutreten. Damit einhergehend ist ein Spiel mit bis zu sechs Spielern möglich. Am Zug ist Sauron immer, bevor ein Hobbit seinen Zug beginnt oder wenn ein Hobbit würfeln müsste. Sauron agiert mittels eigenen Sauron- und Nazgulkarten, welche er gegen die Spieler ausspielen kann. In jedem Zug darf Sauron eine beliebige Karte ausspielen oder Sauronkarten vom Stapel nachziehen.
Als weiteres Element kommt der Schwarze Reiter mit ins Spiel. Er wird zu Spielbeginn neben der Sauronfigur platziert und kann im Laufe des Spiels mittels Sauron- und Nazgulkarten bewegt werden. Sollte der Sauronspieler es schaffen, den schwarzen Reiter von Mordor bis zum Ringträger und zurück zu bewegen, verlieren die übrigen Spieler und Sauron gewinnt. Die Erweiterung Sauron ist auch zusammen mit Die Feinde weiterhin spielbar.

### Schlachtfelder
Die Dritte Erweiterung Schlachtfelder erweitert die Geschichte der Hobbits um die weiteren Gefährten und die in den verschiedenen Handlungsabschnitten stattfindenden Schlachten. Dazu gibt es für jeden Abenteuerspielplan (auch die der Erweiterung Die Feinde) ein Schlachtfeld, welches neben den Spielplan gelegt wird. Über Auslöserplättchen, welche auf die Handlungsleisten der Abenteuerspielpläne gelegt werden, kommen Feinde auf die Schlachtfelder. Die Spieler selbst können durch Ausspielen von Karten die Gefährten Aragorn, Boromir, Gandalf, Gimli und Legolas auf die Schlachtfelder rufen, um die Gegner dort zu bekämpfen. Je nach Gegner erhalten die Spieler unterschiedliche Vorteile durch einen Sieg. Die Schlachtfelder sind mit der Erweiterung Die Feinde, nicht jedoch mit Sauron kombinierbar.
Im Gegensatz zum Grundspiel und den ersten beiden Erweiterungen ist Schlachtfelder nicht mehr im Kosmos-Verlag, sondern im Heidelberger Spieleverlag erschienen. Somit ergab sich die unübliche Situation, dass zum Erscheinen eines Erweiterungspakets das Grundspiel teilweise nicht mehr erhältlich war, da der Kosmos-Verlag die Produktion bis dahin eingestellt hat.
Entwickelt wurde die Erweiterung dennoch von Reiner Knizia – für die Illustrationen wurde vom Verlag allerdings nicht mehr auf Howe, sondern Brian Schomburg zurückgegriffen. Weiterhin vertreibt der Heidelberger Spieleverlag die Erweiterung dreisprachig. Sowohl die Spielanleitung als auch die Text enthaltenden Karten sind auf Deutsch, Englisch und Französisch beigelegt.

### Schwierigkeitsgrad und Spieldauer
Alle drei Erweiterungen tragen jeweils zu einer Verlängerung der Spieldauer bei. Auch wenn die erste Erweiterung Die Feinde die Möglichkeit bietet, einzelne Reiseabschnitte zu überspringen, so steigern die neu hinzugekommenen Elemente und Entscheidungsmöglichkeiten im Gegenzug die Beratungszeiten innerhalb der Spielergruppe, was insbesondere bei der zweiten und dritten Erweiterung zu längeren Spieldauern führt.
Vom Schwierigkeitsgrad her steigern alle drei Erweiterungen die Chancen auf einen Sieg Saurons, insbesondere bei Kombination zweier Erweiterungen können unerfahrene Spieler in Bedrängnis kommen. Da es den Spielern überlassen bleibt, das Startfeld für die Sauronfigur selbst unterschiedlich nah oder fern der Hobbitfiguren zu wählen, kann dieser Umstand aber ausgeglichen werden.

## Weitere Ausgaben
Die Brettspielumsetzung und teilweise auch die Erweiterungen des Herrn der Ringe sind bisher in neun weiteren Sprachen zu beziehen.
Eine „limited Edition“ ist bisher in englischer und deutscher Sprache erschienen. Dabei wurde die Kunststoffversion des Rings durch einen vergoldeten Silberring ersetzt, die Hobbitfiguren sind in Metall gegossen. Weiterhin liegt ein Kunstdruck einer Illustration von Howe bei. Jedes der maximal 250 deutschen und 500 englischen Exemplare wurde sowohl von Knizia als auch Howe handsigniert.
Darüber hinaus sind seit der Kinoverfilmung des Romans zahlreiche weitere Brettspiele erschienen, welche den Stoff in unterschiedliche Spielprinzipien einbetten. Dabei wirkte Knizia bei verschiedenen Verlagen an vier weiteren Veröffentlichungen (Der Herr der Ringe: Die Gefährten, Ravensburger 2001; Der Herr der Ringe: Die zwei Türme, Ravensburger 2002; Der Herr der Ringe – Die Entscheidung, Kosmos 2002; Der Herr der Ringe: Das Kinderspiel, Kosmos 2003) als Hauptautor und Howe an zwei weiteren Veröffentlichungen (Der Herr der Ringe: Die Suche, Kosmos 2001; Der Herr der Ringe: Die Entscheidung, Kosmos 2002) als Illustrator mit. Der Herr der Ringe: Die Entscheidung, das Kosmos in der verlagseigenen Serie „Spiele für Zwei“ veröffentlichte, entstand unter beider Mitwirkung.